# لویی پالمر
لوئی پالمر (به انگلیسی: Louie Palmer) (تاریخ تولد ۱۹۸۵) یک درامر و نوازنده انگلیسی است.
پالمر با آموختن طبل زدن از پدرش، شروع به بازی درام‌های ۵ ساله کرد. پالمر در ارکسترهای جاز مدرسه درام بازی کرد و از زیلجیان ۱۷ سالگی تأییدیه دریافت کرد. وی در برنامه‌های مختلف کلینیک طبل با استیو وایت، درامر سابق شورای سبک اجرائی داشت.
در سال ۲۰۰۱، پالمر برای تحصیل درام در کالج موسیقی برکلی به بوستون نقل مکان کرد. او با توماس لانگ، دیو وکل، پیتر ارسکین و ویرگیل دوناتی تحصیل کرده‌است. پس از بازگشت به انگلستان، وی در سال ۲۰۱۳ برای بازی با مایک استرن گیتاریست جاز آمریکایی به ایالات متحده بازگشت.
در سال ۲۰۱۴ با نکسون رنجل ساکسوفونیست با میچل فورمن، رندی برکر و باب جیمز آهنگی را ضبط کرد. پالمر در حال حاضر در لس آنجلس ساکن است و علاوه بر کار ضبط و تور، مدرسه طبل آنلاین خود را اداره می‌کند.
در سال ۲۰۱۸ او برای اولین بار در میاد فورمن، لوئیس کونته، براندون فیلدز و ژانک گویزدالا، در گروه سیب زمینی پخته شده به عنوان رهبر گروه حضور داشت.